# Праиталийский язык
Праиталийский язык — реконструируемый лингвистами предок италийских языков. Его существование не засвидетельствовано в письменной форме, но было до некоторой степени реконструировано с помощью сравнительного метода. По данным глоттохронологии праиталийский язык отделился от праиндоевропейского языка ранее середины 3-го тыс. до  н. э. Сторонники итало-кельтской гипотезы предполагают, что непосредственным предком праиталийского и пракельтского был праиталокельтский язык.
Среди изменений, которые отделяют праиталийский от праиндоевропейского:
- Формирование системы из двух грамматических времён (перфект и инфект).
- Утрата творительного падежа, упрощение системы склонений.
- Лабиовелярные перед другими согласными теряют лабиализацию (огубление).
- В начале слов *gwh, *bh, *dh переходят в *f.
- Спирантизация звонких придыхательных: *bh → *φ (*β); *dh → *ϑ (*ð); *gh → *x (*γ); *gwh → *xw (*γw).
- В период распада языка *x перешло в *h.
- Ударение фиксируется на первом слоге.

Первоначально италийские племена обитали к северу от Альп и, судя по известной общности словаря, долгое время контактировали с протокельтами и носителями прагерманского языка. Во второй половине 2-го тысячелетия до нашей эры они стали заселять Апеннинский полуостров. К этому времени уже начался распад праиталийского на латино-фалискский и оскско-умбрский. Если относить к италийским также древневенетский язык, то распад италийской языковой общности необходимо отодвинуть к началу 2-го тысячелетия.
Некоторые сторонники гипотезы северо-западного блока не исключают, что часть носителей италийских языков могла задержаться на берегах Северного моря до наступления железного века. Подробнее см. Северо-западный блок.
- *bʰardʰéh₂ («борода») ⟶ *farβā ⟶ L barba («борода»)
- *bʰébʰrus («бобр») ⟶ *febros ⟶ L fiber («бобр»)
- *bʰéydʰoh₂ («доверяю», ср. рус. убедить) ⟶ *feiðō ⟶ L fido («доверяю»)
- *bʰréh₂tēr («брат») ⟶ *frater ⟶ L frater («брат»)
- *bʰugéh₂ («бегство», от *bʰewg- «бежать») ⟶ *fuga (ср. греч. φυγή) ⟶ L fuga («бегство»)
- *deh₂w- («уничтожать») ⟶ (?) *dwellom ⟶ OL duellum («поединок, дуэль») ⟶ L bellum («война»)
- *dlongʰos («длинный») ⟶ *dlongos ⟶ L longus («долгий, длинный»)
- *dn̥ǵʰwéh₂s («язык») ⟶ *denɣwā ⟶ OL dingua ⟶ L lingua («язык»)
- *dr̥myéti («спать», ср. рус. дремать) ⟶ *dormio ⟶ L dormio («сплю»)
- *dyḗws ph₂tḗr («небесный отец») ⟶ *djous patēr (ср. санскр. Dyáuṣpitṛ́) ⟶ OL diespiter, L Iuppiter («Юпитер»)
- *dwey- («почитать») ⟶ *dwenos ⟶ OL duenos ⟶ L bonus («добрый, хороший»)
- *dwís («дважды») ⟶ *dwis ⟶ OL duis ⟶ L bis («дважды»)
- *dʰeh₁m̥h₁néh₂ («вскармливающая», от *dʰeh₁(y)- «доить, вскармливать») ⟶ *θēmanā / femana ⟶ L femina («женщина»)
- *dʰerǵʰ- («держать») ⟶ *θorktis / forktis ⟶ OL forctis ⟶ L fortis («сильный»)
- *dʰermos («держащий») ⟶ *θermos / fermos ⟶ L firmus («крепкий»)
- *dʰreh₁nom («держащее», от *dʰer-) ⟶ *θrēnom / frēnom ⟶ L frenum («узда»)
- *dʰuh₂mós («дым») ⟶ *θūmos / fumos ⟶ L fumus («дым»)
- *dʰwṓr («дверь») ⟶ *fworis ⟶ L foris («дверь, ворота»)
- *geh₂widéh₁yeti (от *geh₂w- «радоваться», ср. греч. γαίω) ⟶ *gāwidēō ⟶ L gaudeo («радуюсь»)
- *gʰlh₂dʰrós («гладкий», от *gʰleh₂dʰ-) ⟶ *ɣlaðros ⟶ L glaber («гладкий»)
- *gʰóstipotis («господин», *gʰóstis + *pótis) ⟶ *xostipotis ⟶ *hostipotis ⟶ L hospes («хозяин»)
- *ǵʰweros («зверь») ⟶ *xweros ⟶ *feros ⟶ L ferus («дикий, свирепый»)
- *gʷih₃wós («живой») ⟶ *gʷīwos ⟶ L vivus («живой»)
- *gʷréh₂us («тяжёлый», ср. рус. жёрнов) ⟶ *gʷrūtos ⟶ (ч/з оско-умбр. посредство) L brutus («тяжёлый»)
- *gʷʰermos («тёплый», ср. рус. жар, греть) ⟶ *xʷormos ⟶ *formos ⟶ L formus («горячий»)
- *gʷʰr̥nós («источник тепла», ср. рус. горн) ⟶ *ɣʷornos ⟶ OL fornus ⟶ L furnus («печь»)
- *h₁ēgʷʰryos («пьяный», от *h₁egʷʰ- «пить») ⟶ *ēɣʷrjos ⟶ ebrius («пьяный»)
- *h₁léngʰus («лёгкий») ⟶ *leɣʷis ⟶ levis («лёгкий»)
- *h₁rudʰrós («красный», ср. рус. рёдрый, греч. ἐρυθρός) ⟶ *ruðros / rouβos ⟶ L ruber («красный»), rufus («рыжий»)
- *h₂eḱu-péth₂r̥ («быстрокрылый», от *h₂eḱus «острый» + *péth₂r̥ «крыло»[3]) ⟶ *akupetros (ср. греч. ὠκύπτερος) ⟶ L accipiter («ястреб»)
- *h₂po-h₁ém-os («снятый», *h₂epo + *h₁em-) ⟶ *poomos ⟶ L pomus («фрукт»)
- *h₂ŕ̥tḱos («медведь», ср. греч. ἄρκτος) ⟶ *ors(s)os ⟶ L ursus («медведь»)
- *h₂stḗr («звезда», ср. греч. ἀστήρ) ⟶ *stērolā / sterla ⟶ L stella («звезда»)
- *h₂yéwos («суд», от h₂yew- «прямой, правый») ⟶ *jowos ⟶ OL ious ⟶ L ius («право»)
- *h₂wl(o)pes («лиса») ⟶ *wolpis ⟶ OL volpes ⟶ L vulpes («лиса»)
- *ḱerh₂srom («мозг», от *ḱerh₂- «голова»[4]) ⟶ *kerazrom ⟶ L cerebrum («мозг»)
- *kl̥Hwós («лысый, голый») ⟶ *kalowos ⟶ L calvus («лысый»)
- *ḱm̥tóm («сто») ⟶ *kentom ⟶ L centum («сто»)
- *ḱred dʰeh₁- («верю», от *ḱḗr «сердце» + *dʰeh₁- «делать») ⟶ *krezðō (ср. др.-ирл. creitid «верить») ⟶ credo («верю»)
- *lóyseh₂ («борозда», от *leys-) ⟶ *loizā ⟶ L lira («канва, борозда») ⟶ L deliro («схожу с ума»)
- *lówh₃trom («место для умывания», от *lewh₃- «мыть») ⟶ *lawāðrom (ср. греч. λοϝετρόν) ⟶ L lavabrum, labrum («таз, ванна»)
- *lówksneh₂ («сияющая», от *lewk- «светить») ⟶ *louksnā ⟶ OL losna ⟶ L luna («луна»)
- *lubʰrós («обрезки», от *lewbʰ- «срезать», ср. рус. луб) ⟶ *luβros ⟶ L liber («книга»)
- *mēmsrom («плоть», от *mḗms «мясо») ⟶ *memzrom ⟶ L membrum («часть тела»)
- *mréǵʰus («короткий») ⟶ *breɣʷis (ср. греч. βραχύς, рус. борзой) ⟶ L brevis («короткий»)
- *ml̥dus («слабый», ср. рус. младой, англ. mild) ⟶ *moldu(i)s ⟶ L mollis («мягкий»)
- (s)newdʰetis (от *(s)newdʰ- «крыть») ⟶ *nouðetis ⟶ L nubes («облако»)
- *nisdós («гнездо») ⟶ *nizdos ⟶ L nidus («гнездо»)
- *nogʷedʰos («нагой», от *negʷ-) ⟶ *nogʷedos ⟶ OL *novedos ⟶ L nudus («нагой»)
- *nókʷts («ночь») ⟶ *nokts ⟶ L nox («ночь»)
- *peh₂ǵslos (от *peh₂ǵ- «прикреплять») ⟶ *pākslos ⟶ L palus («кол, столб»)
- *peh₂urós («малый») ⟶ *pauros (ср. греч. παῦρος) ⟶ OL parvos ⟶ L parvus («малый»)
- *pékʷoh₂ («пеку») ⟶ kʷekʷō ⟶ OL *quoquō ⟶ L coquo, coco («готовлю еду»)
- *pérkus («дуб») ⟶ *kʷerkus ⟶ L quercus («дуб»)
- *píph₃eti («пить», от *peh₃-) ⟶ *pibo («пью») ⟶ фалиск. pipo, L bibo («пью»)
- *préh₂igʰodeh₂ («добыча», от *gʰed- «ловить») ⟶ *praiɣodā ⟶ L praeda («добыча»)
- *smey- («смеяться») ⟶ *komsmis ⟶ OL cosmis ⟶ L comis («учтивый»)
- *sméyros  («смеющийся») ⟶ *smeiros ⟶ L mirus («изумительный»)
- *snéygʷʰs («снег») ⟶ *sniks ⟶ L nix («снег»)
- *stel- («размещать»[5]) ⟶ *stlokos ⟶ OL stlocus ⟶ L locus («место»)
- *swépnos («сон») ⟶ *swepnos ⟶ L somnus («сон»)
- *temH(e)sros («тьма», от *temH-) ⟶ *temazra (ср. санскр. támisra «тьма») ⟶ OL *temabrai ⟶ L tenebrae («потёмки»)
- *terseh₂ («сухая», от *ters-) ⟶ *terzā ⟶ L terra («земля»)
- *tlokʷetor («толкую», от *telkʷ-) ⟶ *tlokʷōr ⟶ L loquor («говорю»)
- *treydʰlom (от *terh₁- «тереть») ⟶ *treiðlom ⟶ L tribulum («молотило»)
- *tritosth₂os / tristh₂s («третье лицо в споре»: *tréyes «три» + *steh₂- «стоять») ⟶ *tristos («свидетель») ⟶ оск. trstus («свидетели»), OL *terstis (свидетель) ⟶ L testis («свидетель»)
- *weǵʰ- («везти») ⟶ *weksloks («везущий») ⟶ L velox («скорый, быстрый»)
- *wek(ʷ)speros («вечер») ⟶ *wesperos (ср. греч. ἕσπερος) ⟶ L vesper («вечер»)
- *werbʰ- («огораживать») ⟶ *worβis ⟶ L urbs («город»)
- *werdʰh₁om («слово»[6]) ⟶ *werβom ⟶ L verbum («слово»)
- *wlikʷéh₁yeti («течь»[7]) ⟶ *wlikʷēō ⟶ L liqueo («теку») / liquor («жидкость»)
- *wĺ̥kʷos («волк») ⟶ *lukʷos ⟶ (ч/з оско-умбр. посредство) L lupus